# Щенятин
Щенятин (укр. Щенятин) — село в Павловской сельской общине Владимирского района Волынской области Украины.
До 2020 года входило в Иваничевский район.
Код КОАТУУ — 0721184602. Население по переписи 2001 года составляет 260 человек. Почтовый индекс — 45333. Телефонный код — 3372. Занимает площадь 5,1 км².